# Galléros Fecó naplója
A Galléros Fecó naplója Berg Judit magyar író Rumini könyvsorozatának negyedik része. Időben nem illik be a sorozat részei közé, mivel jóval az első rész előtt kezdődik, és a második rész, a Rumini Zúzmaragyarmaton előtt ér véget.
A könyv nem regény, a sorozat legtöbb részéhez hasonlóan, hanem napló. Galléros Fecót, a Szélkirálynő egykori matrózát Datolyaparton hagyták büntetésből, mivel súlyos csínyt követett el. Itt kezdődik a történet, és egészen addig tart, amíg a főhős rátalál a Szélkirálynőre, és visszaveszik matróznak. Kalandos útja során megismerkedhetünk denevérekkel, sünökkel, mókusokkal, ércmanókkal és más érdekes lényekkel. Galléros Fecó életreszóló barátságokat köt, életeket ment, illetve az ő életét is megmentik.

## Cselekmény
|  | Alább a cselekmény részletei következnek! |

A Szélkirálynő matróza, Galléros Fecó megdézsmálja a selyemmajmok királyának, Dorgál királynak szánt rakományt, ezért büntetésül otthagyják Datolyaparton. Elég hamar barátokra talál, köztük Doppler Tónira, a denevérre, aki életét ő menti meg, Trixire, a Megpatkolt Csikóhal felszolgálójára. Aztán Herdál király kerül a trónra, aki nem tud rendet tartani, ezért más rossz következmények mellett megjelennek a környéken a kalózok. Galléros Fecó összetűzésbe kerül velük, egy verekedésben alul marad és súlyos sebeket szerez. Doppler Tóni elviszi őt az őserdő mélyére, Apacukába, ahol a ripacsok élnek, azzal a céllal, hogy a vezetőjük, Tantusz gyógyítsa meg Fecót. Felépülése alatt a ripacsokkal is összebarátkozik, megismeri szokásaikat.
Egyszer aztán megtudjuk, hogy a denevérek csoportjai közt háború készülődik, és mivel Fecó nem tudna segíteni a Doppleréknek, és veszélyben lenne, ha Datolyaparton maradna, elhajózik a Gyöngyélet nevű vitorlással. Mikor már jó ideje a tengeren vannak, kiderül, hogy a hajó legénysége és a kapitány is kalózok, így aztán amikor nem akar beállni közéjük, egy hordóban a tengerbe dobják. Rianástorky Jégcsap Hubert uraság, a zúzmaratörpék királyának helyettese talál rá, amikor éppen Muránia felé hajózik. Murániában sünökkel és mókusokkal köt barátságot, utcagyerekekből cirkuszistákat csinál belőlük. A Linkó cirkuszról még hallhatunk a sorozat egy másik részében, a Rumini Fény-Vizeken levélregényben. Aztán innen is továbbhajózik a Hurrikán fedélzetén, ahol Ben Dzsóval, az öreg, rekedt hangú matrózzal ismerkedik meg többek közt, tőle tengerészballadákat gyűjt.
Galléros Fecó hajótörést szenved, a Csicsilicsi-szigeten vetődik partra, ahol kincset talál, aztán a pityókosokkal ismerkedik meg, kik elviszik a szigetükre. Innen Szubterrába megy, ahol szurikáták és vakondok élnek. A főpandúr, Manguszt A. Gusztáv letartóztatja Fecót, mivel kalóznak tartja a naplójában olvasottakról, valójában a kincseket szeretné megszerezni a Csicsilicsi-szigetről. Maul és Talpas, két vakond segít neki bujdosni, majd megszökni a szigetről. A Rézangyalon, a hajón, melyen Ércsziget felé tart, az ércmanók lázadást szerveznek a kapitány, Ötvös Olivér ellen. Fecó megakadályozza a rettegett Ménkű kapitány balladája (melyben a babonások hisznek), és a mókusoktól kapott cinóbertus segítségével.
Ércszigeten megismerkedik Kétix tatával, aki alkalmazza a múzeumban munkásként (az álláskereséssel mindig gondjai vannak), majd élettársával, Titivel is. Sirályünnep következik, az ércmanók legfontosabb napja, ilyenkor tartják a feketesirályok bemutatóját. Fecó is elmegy az eseményre Kétix tatáékkal, de ott baleset történik, Telér tábornok lánya, Ivola egy magaslatról belezuhan a tengerbe (az erős szél miatt), és Galléros Fecó menti ki. Mindketten kezelésre szorulnak a fagyos víz miatt. Mikor meggyógyulnak, elmennek korcsolyázni, megnézik a pendülést. Megismerkedünk Pecás Gillel, egy halászfiúval, aki inkább a csillagászatot művelné. Aztán befut egy hajó, melynek utasaitól, azoktól az ürgéktől, akiket az első részben ismertünk meg, hall a Szélkirálynőről, Ruminiről és a Pele-szigeteken történtekről. Ivolával gondozni kezdik Albertet, az egyik sirályfiókát, akinek elpusztult az anyja. Múzeumrablás történik, letartóztatják Kétix tatát, mivel neki van kulcsa a múzeumhoz, és Fecót is le akarják, de nem tudják, hogy hol van. Fecó a történteket Tititől tudja meg, aztán el is dönti, hogy megkeresi a rablókat. A rézangyal egykori lázadói a tettesek, Fecó Telér tábornok segítségével bebizonyítja, hogy sem Kétix tata, sem ő nem bűnösek, és helyettük az igazi tolvajokat tartóztatják le. Az eset után Fecó nem dolgozhat többé a múzeumban, beáll a vontatóhajóhoz dolgozni, ahol megizmosodik.

Egy nap, mikor szabadságot kér, összefut Ruminivel és Balikóval. Bojtos Benedek visszaveszi Fecót a Szélkirálynőre.
|  | Itt a vége a cselekmény részletezésének! |

## Főbb szereplők
- Galléros Fecó, egérmatróz, a főszereplő
- Trixi, aranyhörcsög, felszolgáló a Megpatkolt Csikóhalnál
- Doppler Tóni, Fecó denevér barátja
- Miszlik Medárd, kalózkapitány
- Tantusz, a ripacsok vezetője
- Fondor kapitány, a gyöngyélet kalózkapitánya
- Rianástorky Jégcsap Hubert uraság, Zúzmaragyarmat helytartója
- A Linkó cirkusz tagjai, sünök és mókusok
- Stex kapitány, a Hurrikán hajóskapitánya
- Ben Dzsó, öreg, rekedt hangú tengerész, a Hurrikánon matróz
- Üstik, pityókos apa és fia
- Manguszt A. Gusztáv, a szurikáta pandúrkapitány
- Maul és Talpas, vakondok
- Ötvös Olivér, ércmanó, a Rézangyal kapitánya
- Rozsda és társai, a Rézangyal matrózai, lázadók, majd rablók
- Kétix tata (Bauxit Félix), Fecó öreg barátja
- Titi, Kétix tata élettársa
- Telér tábornok
- Telér Ivola, Telér tábornok lánya

## Fejezetei
1. Doppler Tóni
2. Denevérek
3. Mongúzok, vidrák, gazfickók
4. Kalamajka
5. Apacuka
6. Illatica
7. Aggasztó hírek
8. Gyöngyélet
9. Muránia
10. Mókusok és sünök
11. Hurrikán
12. Sáfrány
13. A barlang
14. Pityókosok
15. Üstik
16. Szubterra
17. Pandúrok
18. Orrok alá tört borsok
19. Rézangyal
20. Ménkű kapitány
21. Sötétváralja
22. Sirályünnep
23. Ivola
24. Pecás Gil
25. Albert
26. Múzeumrablás
27. Szélkirálynő
28. Jegyzetek, rejtvények, trükkök

## Kritika
Károlyi Csaba az Élet és Irodalomban megjelent kritikája szerint olyan, mint egy kalandregény, jók a párbeszédek, sokfélék a kalandok, dinamikus, pergő az akció, ugyanakkor a főhős túlságosan hasonlít Ruminihez. Kifogásolta még az írás stílusát, nyelvi gyengeségeit, különféle kifejezések halmozását, melyek időnként fárasztóvá válnak az olvasó számára.
Gajdóné Gődény Andrea, az Eötvös Loránd Tudományegyetem Tanító- és Óvóképző Kara magyar nyelv és irodalmi tanszékének adjunktusa hasznosnak tartja a könyvet a Rumini-sorozat többi kötetével együtt „a napló, levélregény és dráma szövegműfajok megismerésében, olvasásuk előkészítésében” kisiskolások számára.